# Signed Sealed Delivered
Pour les articles homonymes, voir Signed, Sealed, Delivered (homonymie).
Albums de Craig David
Greatest Hits
(2008) Following My Intuition
(2016)
Signed Sealed Delivered est le cinquième album studio de Craig David édité le 22 mars 2010. L'album est composé de reprises de l'époque Motown en leur donnant une touche moderne comme en témoigne le premier single One More Lie (Standing In The Shadows).

## Pistes
1. One More Lie (Standing In The Shadows)
2. Signed, Sealed, Delivered (I'm Yours)
3. All Alone Tonight (Stop, Look, Listen)
4. I Heard It Through The Grapevine
5. Just My Imagination
6. For Once In My Life
7. (Sittin' On) The Dock Of The Bay
8. Mercy Mercy Me
9. I Wonder Why
10. Papa Was A Rolling Stone
11. Let's Stay Together
12. This Could Be Love